# Matlakeng
Matlakeng é uma vila do distrito de Butha-Buthe, Lesotho.